# Jedrska elektrarna Černobil
Jedrska elektrarna Černobil, uradno jedrska elektrarna Vladimirja Iljiča Lenina, je zaprta jedrska elektrarna, ki se nahaja v bližini zapuščenega mesta Pripjat na severu Ukrajine, 16,5 kilometra severozahodno od mesta Černobil in 16 kilometrov od belorusko-ukrajinske meje in približno 100 kilometrov severozahodno od mesta Kijev. Elektrarno je hladil inženirski ribnik, ki ga reka Pripet napaja približno 5 kilometrov severozahodno od sotočja z Dneprom.
Leta 1986 je bil reaktor 4 kraj černobilske katastrofe, ko je eksplodiral, elektrarna pa je zdaj v središču omejenega gibanja, znanem kot černobilsko izključitveno območje. Območje in nekdanjo elektrarno sedaj upravlja državna agencija Ukrajine za upravljanje z območjem izključitve. Preostali trije reaktorji so po nesreči še naprej delovali, vendar so bili leta 2000 trajno zaustavljeni, elektrarna pa je od leta 2021 v postopku razgradnje. Postopek razgradnje jedrske elektrarne naj bi se končal leta 2065.
Med požari leta 2020 v černobilskem izključitvenem območju so se požari razširili vse do 1 milje stran od elektrarne. Černobilsko izključitveno območje je bilo prizorišče spopadov med ruskimi in ukrajinskimi silami med bitko za Černobil 24. februarja 2022 kot del ruske invazije na Ukrajino. Ruske sile so še isti dan zavzele elektrarno.

## Gradnja elektrarne
V poznih šestdesetih letih 20. stoletja je Sovjetska zveza načrtovala gradnjo novih jedrskih elektrarn, ki bi nadomestile pomanjkanje električne energije v osrednji energetski regiji. Leta 1968 je bila desna stran bregov reke Pripet, ki se nahaja 15 km stran od Černobila, izbrana za primerno mesto za gradnjo ene izmed jedrskih elektraren, sestavljenih iz štirih reaktorjev RBMK. Leta 1970 je bil ukrajinski arhitekt Viktor Brjuhanov izbran za direktorja elektrarne, ki je aprila istega leta podpisal dokumente za gradnjo in s tem dokončno odobril gradnjo elektrarne na bregovih reke Pripet. Do leta 1971 so bili na mesto gradnje pripeljani vsi gradbeni materiali in orodja za gradnjo elektrarne.
15. avgusta 1972 se je gradnja Černobilske jedrske elektrarne začela. Med gradnjo so bili zamujeni roki zaradi tesnih urnikov ter pomanjkanja gradbene opreme in materialov. 1. avgusta 1977, skoraj pet let po začetku gradnje, je bil prvi reaktor, reaktor št. 1 odprt. 26. septembra istega leta je reaktor št. 1 začel obratovati in elektrarna je uradno začela proizvajati električno energijo. Po odprtju prvega reaktorja so sledila odprtja še štirih reaktorjev: reaktor št. 2 je bil odprt 16. novembra 1978, reaktor št. 3 3. decembra 1981 in reaktor št. 4 20. decembra 1983. Še dva reaktorja 5 in 6, bolj ali manj enake izvedbe reaktorja, sta bila načrtovana na lokaciji približno kilometer od sosednjih stavb štirih starejših blokov. Njuna gradnja je bila ustavljena po eksploziji v reaktorju 4 in s časom dokončno preklicana konec aprila 1989, le nekaj dni pred tretjo obletnico nesreče. Po katastrofi je bila gradnja reaktorjev št. 5 in št. 6 ustavljena in sčasoma dokončno preklicana aprila 1989, le nekaj dni pred tretjo obletnico eksplozije leta 1986. Na drugi strani reke je bilo predvideno zgraditi še šest drugih reaktorjev. Vseh 12 reaktorjev naj bi bilo zgrajenih do leta 2010. To je bila tretja sovjetska jedrska elektrarna z reaktorji RBMK po izgradnji jedrske elektrarne Leningrad in jedrski elektrarni Kursk Rastlina.
Reaktorja št. 3 in 4 sta bili enoti druge generacije, št. 1 in 2 pa enoti prve generacije, kot tisti, ki delujejo v elektrarni Kursk. Zasnove reaktorjev RBMK druge generacije so bile opremljene z varnejšo zadrževalno konstrukcijo, vidno na fotografijah objekta.

## Načrtovanje

### Električni sistemi
Jedrska elektrarna v Černobilu je bila sestavljena iz štirih reaktorjev RBMK-1000, od katerih je vsak lahko proizvedel 1000 megavatov (MW) električne energije (3200 MW toplotne moči), v času katastrofe pa so vsi skupaj proizvedli približno 10% električne energije v Ukrajini. Elektrarna je priključena na električno omrežje 330 kV in 750 kV.  Blok ima dva električna generatorja, ki sta na omrežje 750 kV povezana z enim transformatorjem. Generatorja sta povezana s skupnim transformatorjem z dvema zaporednima stikaloma. Med njimi so enotni transformatorji povezani za napajanje lastnih sistemov elektrarne; vsak generator je torej mogoče priključiti na enotni transformator za napajanje elektrarne ali na enotni transformator in generatorjski transformator, ki napajata tudi omrežje.
Vod 330 kV se običajno ni uporabljal in je služil kot zunanji napajalnik, povezan s transformatorjem postaje - kar pomeni z električnimi sistemi elektrarne. Elektrarno so poganjali lastni generatorji ali pa so jo v vsakem primeru napajali iz nacionalnega omrežja 750 kV prek rezervnega napajanja glavnega omrežja v transformatorju, ali iz napajanja 330 kV v omrežnem transformatorju 2 ali iz drugih blokov elektrarne prek dve rezervni vodili. V primeru popolne zunanje izgube električne energije bi lahko bistvene sisteme napajali dizelski generatorji. Transformator vsake enote je zato povezan z dvema 6 kV stikalnima ploščama za glavni daljnovod, A in B (npr. 7A, 7B, 8A, 8B za generatorje 7 in 8), ki napaja glavne bistvene sisteme in je povezan s še enim transformatorjem pri napetosti 4 kV, ki je podprta dvakrat (rezervna vodila 4 kV).
Plošče 7A, 7B in 8B so prav tako povezane s tremi bistvenimi daljnovodi (za črpalke za hladilno tekočo vodo), vsak pa ima tudi svoj dizelski generator. V primeru okvare hladilnega krogotoka s hkratno izgubo zunanje moči lahko turbogeneratorji vrtijo navzdol za približno 45 do 50 sekund, medtem ko morajo biti dizelski generatorji zaženjeni. Generatorji so samodejno zagnani v 15 sekundah ob izgubi moči zunaj lokacij.

### Turbine
Električno energijo so proizvajali par turbogeneratorjev z vodikovim hlajenjem z močjo 500 MW. Ti se nahajajo v 600 metrov dolgi strojnici v bližini reaktorske zgradbe. Turbine - častitljivi petvaljnik K-500-65 / 3000 - dobavlja turška elektrarna Harkov; električni generatorji so TBB-500. Turbina in rotorji generatorja so nameščeni na isti gredi; skupna teža rotorjev je skoraj 200 ton (220 kratkih ton) in njihova hitrost je 3.000 vrtljajev na minuto.
Turbogenerator je dolg 39 metrov in ima skupno težo 1.200 ton. Pretok hladilne tekočine za vsako turbino je 82.880 t / h. Generator proizvaja 20 kV 50 Hz izmenične moči. Stator generatorja hladi voda, rotor pa vodik. Vodik za generatorje se proizvaja na mestu z elektrolizo. Zasnova in zanesljivost turbin sta jim prinesli državno nagrado Ukrajine za leto 1979.
Harkovska turbinska tovarna je kasneje razvila novo različico turbine K-500-65 / 3000-2, da bi zmanjšala uporabo dragocene kovine. Obrat v Černobilu je bil opremljen z obema vrstama turbin; reaktor 4 je imel novejše. Izkazalo pa se je, da so novejše turbine bolj občutljive na svoje obratovalne parametre, njihovi ležaji pa so imeli pogoste težave z vibracijami.

### Vloga reaktorjev

#### Reaktorja 5 in 6
Gradnja reaktorjev 5 in 6 se je začela leta 1982, pol leta potem, ko je bila njuna gradnja naročena. Po eksploziji v reaktorju 4 konec aprila 1986 je bila njuna gradnja ustavljena zaradi velikega radioaktivnega onesnaženja na območju elektrarne. V času eksplozije reaktorja 4 je bil reaktor 5 zgrajen 70 % in je bil predviden za odprtje in začetek obratovanja 7. novembra 1986, medtem, ko je bil reaktor 6 načrtovan za odprtje in začetek obratovanja konec leta 1987. Reaktorja sta bila v tem času prekrita z sredstvi za zaščito pred vremenom. 10. oktobra 1986 se je njuna gradnja znova zagnala. 24. aprila 1987 je bila gradnja reaktorjev znova ustavljena, 23. maja 1989 pa je Sovjetska zveza dokončno sprejela odločitev, da gradnjo reaktorjev 5 in 6 ne bodo dokončali. Pozneje so bili objavljeni načrti, da bi reaktorja dokončali po osamosvojitvi Ukrajine, vendar Ukrajina ni imela tako politične volje kot denarnih financ za dokončanje reaktorjev.

#### Računalniški sistemi
SKALA (rusko: СКАЛА, система контроля аппарата Ленинградской Атомной; система контроля аппарата Leningradskoj Atomnoj, »Nadzorni sistem naprav jedrske elektrarne Leningrad«) je bil procesni računalnik za jedrski reaktor RBMK v Černobilski jedrski elektrarni pred oktobrom 1995. Že od šestdesetih let dvajsetega stoletja je za nalaganje programske opreme uporabljal pomnilnik z magnetnim jedrom, shranjevanje podatkov z magnetnim trakom in udarni trak.
SKALA je spremljala in beležila stanje reaktorja in vhode nadzorne plošče. Ožičeno je bilo za sprejem 7200 analognih in 6500 digitalnih signalov. Sistem je neprekinjeno spremljal obrat in te informacije prikazoval operaterjem. Poleg tega je program, imenovan PRIZMA (rusko: ПРИЗМА, программа измерения мощности аппарата; program izmereniya moshchnosti apparata, »Program merjenja moči naprave«), obdeloval pogoje obratov in dal priporočila za usmerjanje upravljavcev obratov. Ta program je trajal od 5 do 10 minut in ni mogel neposredno nadzorovati reaktorja.

## Znane nezgode in nesreče

### Delno taljenje jedra v reaktorju 1 leta 1982
9. septembra 1982 je v reaktorju št. 1 prišlo do delnega taljenja jedra zaradi okvare hladilnega ventila, ki je po vzdrževanju ostala zaprta. Ko se je reaktor med povprečnim načrtovanim popravilom ob 13:30 zagnal, se je uran v rezervoarju pregrel in počil. V zasilnem kondenzatorju, plinovodnih cevovodnih komunikacijskih cevovodov reaktorja je prišlo do kratotrajnega povečanja tlaka, ki je privedlo do izpusta 800 kg vode iz vrat med reaktorjem 1 in reaktorjem 2. Zaradi izhlapevanja izpuščene vode se je tlak v reaktorskem prostoru povečal, kar je posledično privedlo do premika drugih hidravičnih ventilov iz reaktorskega prosotora. Obseg škode je bil razmeroma majhen in med nesrečo ni nihče umrl, zaradi malomarnosti upravljavcev pa so nesrečo opazili šele čez nekaj ur. Zaradi pretrganega kanala ob ventilu reaktorja 1 pa je iz reaktorja v ozračje izšla majhna količina radioaktivnih delcev v obliki drobcev uranovega oksida in več drugih radioaktivnih izotopov, ki so uhajajli s paro iz reaktorja preko prezračevalnega sklada. Radioaktivni delci so se razširili 14 km stran od elektrarne in dosegli mesto Pripjat. Reaktor 1 je bil po osmih mesecih popravljen in spet zagnan v obratovanje. Nesreča je bila v javnost objavljena šele leta 1985.

### Incidenti v reaktorju 3 in 4 leta 1984
Leta 1984 se je v reaktorju 3 in 4 zgodilo več resnejših incidentov, vendar so bili tej dokumenti v Ukrajini objavljeni šele aprila 2021. Po istih dokumentih je osrednja vlada v Moskvi že leta 1983 vedela, da je černobilska elektrarna ena najnevarnejših jedrskih elektrarn v ZSSR.

### Eksplozija v reaktorju 4 leta 1986
26. aprila 1986 se je ob izvajanju varnostnega testa v reaktorju 4 ob 1:23 zgodila Černobilska nesreča, ko je reaktor 4 eksplodiral zaradi katastrofalno povečane moči, ki je povzročila, da je jedro razneslo, v reaktorju pa je nato izbruhnil velik požar. Zaradi tega so se velike količine radioaktivnih delcev sevanja razširile iz reaktorja v zrak in se nato razširile v ozračje in po okoliških zemljiščih. V eksploziji je neposredno umrl en inženir, še en pa je bil huje poškodovan in je pozneje umrl v bolnišnici v Pripjatu. Veliko delov grafita iz česar je bila sestavljena sredica reaktorja 4, je pristalo na strehi reaktorja 3 in na strehi reaktorja zanetlo več večjih ognejv. Kmalu po eksploziji so inženirji začeli v porušen reaktor dovajati hladno vodo za ohladitev, za pogašenje požara pa so bili poklicani gasilci iz Pripjata, Černobila in Kijeva. Požar je bil pogašen približno pet ur po eksploziji, pri tem pa je veliko gasilcev, inženirjev in drugih reševalcev prejelo smrtne doze sevanja.
Nesreča je prizadela velika območja Evrope, zaradi česar velja za najhujšo jedrsko nesrečo v zgodovini. Radioaktivni dim, ki je uhajal iz reaktorja in se spremenil v velik oblak, se je razširil preko Rusije, Belorusije in Ukrajine, pa tudi preko evropskega dela Turčije, Moldavije, Litve, Švedske, Norveške, Avstrije, Češke, Slovaške, Slovenije, Švice, Nemčije, Italije, Francije, Velike Britanije, Irske ter čez Atlantik do vzhodnega dela ZDA. Posledično je bil reaktor 4 popolnoma uničen zaradi česar je bil do novembra 1986 ob reaktorju zgrajen velik betonsko-železni sarkofag, ki je zaprl poškodovan reaktor in preprečil nadaljnjo uhajanje sevanja. Do leta 2017 je bil nad reaktorjem zgrajen nov, večji in varnejši sarkofag, ki je zaprl uničen reaktor in starejši sarkofag, ki je zaradi slabega stanja že začel razpadati.

### Požar v reaktorju 2 leta 1991
11. oktobra 1991 je v turbinski dvorani reaktorja št. 2 izbruhnil požar, zaradi okvarjenega stikala v turbini. Ob 20:10 je bila moč v reaktorju zmanjšala, da bi popravili seperator pregrevalnika, pri tem pa je bila turbina v prostem teku. Napačno stikalo je povzročilo val toka na generatorju, kar je prižgalo izolacijski material na nekaterih električnih napeljavah. To je nato privedlo do tega, da je vodik, ki se uporablja kot hladilno sredstvo v sinhronem generatorju, uhajal v turbinsko dvorano, "kar je očitno ustvarilo pogoje za začetek požara v strehi in za zrušitev enega od nosilcev strehe."  Požar se je začel v četrti turbini reaktorja 2. V požaru se je porušila streha strojnice in pri tem poškodovala opremo, ki je sodelovala pri zagotavljanju varnosti in hlajenja reaktorja. Izgorelo je 180 ton turbinskega olja in 500 m³ vodika. Požar so do 23:30 zvečer 11. oktobra pogasile gasilske enote iz Černobila in Kijeva. Pri tem ni nihče umrl, gasilci in inženirji pa so prejeli majhen odmerek sevanja, samo od 0,02 do 0,17, ki ni niti najmanj smrtonosen. Sosednja reaktorska dvorana in reaktor nista bila prizadeta, iz reaktorja pa v ozračje ni izšla nobena radioaktivnost. Takoj po požaru je Ukrajinska oblast, ki je bila takrat še pod Sovjetsko zvezo, sprejela ukrepe za popravilo reaktorja, a je kmalu ugotovila, da je škoda v reaktorju prevelika in da so stroški za popravilo škode previsoki, zato je bilo odločeno, da se reaktor 2 po zasilnem popravilu trajno zaustavi.

## Elektrarna po černobilski nesreči
Po eksploziji v reaktorju 4 so preostali trije reaktorji v elektrarni še naprej delovali, saj si Sovjetska zveza zaradi pomanjkanja električne energije v državi, ni mogla privoščiti zaustavitve elektrarne. Po evakuaciji mesta Pripjat je bilo za elektrarno zgrajeno novo mesto Slavutych za namestitev domov delavcev elektrarne. Maja 1989 je Sovjetska oblast dokončno prekinila gradnjo dveh delno zgrajenih reaktorjev 5 in 6, saj ni imela politične volje in ni hotela porabljati dodatnega denarja za njuno gradnjo. Elektrarna je med reaktorjem 3 in 4 zgradila dolg visok kamnit hodnik za ločitev reaktorjev in omejila dostop do radioaktivnih prostorov, nekatere pa zaprla.
Oktobra 1991 je bil reaktor 2 trajno zaustavljen potem, ko je v njem izbruhnil požar zaradi okvarjenega stikala v turbini. Po osamosvojitvi Ukrajine od Sovjetske zveze so Ukrajinske oblasti začele novo temo o razpravi Černobila. Ukrajinske oblasti so ugotovile, da je škoda v reaktorju prevelika in da bi bila popravila predraga zato so dogovorile o trajni odpovedi obratovanja reaktorja 2. S tem je prihodnost celotne černobilske elektrarne postajala vse bolj mračna.
30. novembra 1996 je bil reaktor 1 trajno zaustavljen zaradi pritiska več vlad na Ukrajino glede mednarodnega negodovanja o zastrupitvah z vplivi na zdravje zaradi sevanja. Kmalu po zaprtju reaktorja 1 je Ukrajina pozimi 1997 podpisala memorandum in se z Evropsko unijo dogovorila, da bo elektrarno zaprla najkasneje do konca leta 2000.
15. decembra 2000 je takratni ukrajinski predsednik Leonid Kučma na uradni slovesnosti v elektrarni ob 13:17 osebno zaustavil reaktor 3 (po krajšem obratovanju reaktorja od marca 1999, ki je bil pred tem pet mesecev zaprt zaradi popravil), reaktor 3 pa je ob njegovem izklopu trajno prenehal z obratovanjem. S tem se je celotna elektrarna zaprla in prenehala prozivajati električno energijo. 1. januarja 2001 je bila elektrarna uradno odklopljena iz omrežja.

### Nova varna zapora
Prvotno napovedana junija 2003 je bila zgrajena nova jeklena zadrževalna konstrukcija z imenom New Safe Confinement (nova varna zapora), ki je nadomestila staranje in na hitro zgrajen sarkofag, ki je ščitil reaktor št. 4. Čeprav se je razvoj projekta večkrat zavlekel, se je gradnja uradno začela septembra 2010. Novo varno zapornico je financiral mednarodni sklad, ki ga upravlja Evropska banka za obnovo in razvoj, načrtoval in zgradil pa ga je konzorcij Novarka pod vodstvom Francije.
Novarka je iz jekla zgradila veliko strukturo v obliki loka, široko 270 metrov, visoko 100 metrov in dolgo 150 metrov, da pokrije staro razpadajočo betonsko kupolo, ki je bila takrat v uporabi. Struktura je bila zgrajena v dveh segmentih, ki sta bila združena avgusta 2015. Novembra 2016 je bil dokončan lok postavljen nad obstoječi sarkofag. Ta projekt jeklenih ohišij naj bi stal 1,4 milijarde dolarjev, končan pa je bil leta 2017. Ohišje ustreza tudi definiciji naprave za jedrsko pokopavanje.
Ločen dogovor je bil sklenjen z ameriškim podjetjem Holtec International za gradnjo skladišča znotraj izključevalnega območja za jedrske odpadke, ki jih proizvaja Černobil.

## Razgradnja elektrarne
Ukrajina je načrt za razgradnjo elektrarne odobrila leta 2009. Časovni razpored razgradnje elektrarne je tesno zaokrožen z demontažo reaktorja 4 in dekontaminacijo okolice. Leta 2013 je bila črpalka, ki je rečno vodo dvigovala v hladilni rezervoar ob elektrarni, izklopljena, pri čemer naj bi ponor toplote počasi izhlapeval. Aprila 2015 so reaktorji 1, 2 in 3 vstopili v fazo razgradnje in se pri tem začela dela za odstranjevanje neonesnažene opreme. Odstranjevanje neonesnažene opreme v reaktorjih naj bi se končalo konec leta 2022. Do leta 2046 bo iz reaktorjev odstranjena najbolj onesnažena oprema, pri tem pa se bo s pomočjo dozimetrov in drugih strojev radioaktivnost zmanjšala. Sami reaktorji (vključno z dvema delno zgrajenima) ter celotna elektrarna bodo nato razstavljanjeni do leta 2065, območje pa bo počiščeno.